# 差間
差間（さしま）は、埼玉県川口市の大字及び町名。現行行政地名は大字差間、差間一丁目から三丁目。住居表示実施地区。郵便番号は333-0816。

## 地理
川口市北部の大宮台地（鳩ヶ谷支台）上に位置し、さいたま市緑区と接する。一部では芝川第一調節池が造成されている。

### 地価
住宅地の地価は2018年（平成30年）1月1日の公示地価によれば差間2−13−12の地点で13万1000円/m2となっている。

### 河川
- 見沼代用水東縁
- 赤堀用水路

### 小字
- 沼内[6]
- 御林下
- 篠谷ツ（篠谷つ）
- 立野橋前
- 立野橋後

など

## 歴史

### 沿革
もとは江戸期より存在した足立郡三沼（見沼）領に属する差間村であった。差間は元禄郷帳には指間と記されていた。「立野橋」と称される枝郷（現、字立野橋前・立野橋後）を有していた。
- はじめは幕府領、享保年間（1716年〜1736年）に見沼新田開発に伴う替地により一部が関東郡代伊奈氏の知行地となるが、1792年（寛政4年）より幕府領となる[7]。
- 1871年（明治4年）11月13日 - 第1次府県統合により埼玉県の管轄となる。
- 1879年（明治12年）3月17日 - 郡区町村編制法により成立した北足立郡に属す。郡役所は浦和宿に設置。
- 1889年（明治22年）4月1日 - 町村制施行に伴い、大門町と下野田村、北原村、間宮村、差間村と玄蕃新田の1町4村1新田が合併し、大門村が成立[9]。差間村は大門村の大字差間となる[7]。
- 1956年（昭和31年）4月1日 - 大門村が戸塚村・野田村と合併し、美園村が成立[9][10]。美園村の大字となる。
- 1962年（昭和37年）5月1日 - 美園村のうち、旧大門村のうち差間・大字北原の一部（小字行衛）を除く区域と旧野田村が浦和市に、旧戸塚村と旧大門村のうち差間・行衛が川口市にそれぞれ編入される[9][10]。川口市の大字となる。
- 1975年（昭和49年） - 戸塚第3土地区画整理事業が都市計画決定。
- 1989年（平成元年）10月1日 - 大字差間と大字行衛の一部から差間一丁目〜三丁目が成立。

## 世帯数と人口
2018年（平成30年）3月1日現在の世帯数と人口は以下の通りである。
| 大字・丁目 | 世帯数    | 人口    |
| ---------- | --------- | ------- |
| 差間       | 852世帯   | 2,245人 |
| 差間一丁目 | 545世帯   | 1,260人 |
| 差間二丁目 | 919世帯   | 2,100人 |
| 差間三丁目 | 859世帯   | 2,146人 |
| 計         | 3,175世帯 | 7,751人 |

## 小・中学校の学区
市立小・中学校に通う場合、学区（校区）は以下の通りとなる。
| 大字・丁目 | 番地        | 小学校             | 中学校             |
| ---------- | ----------- | ------------------ | ------------------ |
| 差間       | 1〜1557番地 | 川口市立差間小学校 | 川口市立神根中学校 |
| 差間一丁目 | 全域        | 川口市立差間小学校 | 川口市立神根中学校 |
| 差間二丁目 | 全域        | 川口市立差間小学校 | 川口市立神根中学校 |
| 差間三丁目 | 全域        | 川口市立差間小学校 | 川口市立神根中学校 |

## 交通
地区内をJR武蔵野線が通るが鉄道駅は設置されていない。最寄り駅は東川口駅であるが、差間2丁目よりおよそ1.8 km離れている。

### 道路
- 東北自動車道
- 国道122号岩槻鳩ヶ谷バイパス - 地区の東部で掠める
- 都市計画道路 南浦和越谷線
- 差間ふれあいの道[12]
- 差間遊歩道

## 公園・緑地
- 川口自然公園
- 東沼公園
- 差間後谷ツ公園
- 差間中公園
- 差間西公園
- 差間箕輪入公園
- 差間箕輪前公園
- 差間第一公園
- 差間緑地西公園
- 東内野住宅第二緑地
- 東内野住宅第三緑地
- 東内野住宅第三公園
- 立野橋緑地
- 立野橋公園
- 立野橋東公園

## 施設
- 川口市立差間小学校
- 戸塚西公民館
- 差間町会会館
- 差間町会第二会館
- 照見寺
- 興照寺
- 東沼神社